# Hyaloperina erythroma
Hyaloperina erythroma är en fjärilsart som beskrevs av Collenette 1960. Hyaloperina erythroma ingår i släktet Hyaloperina och familjen tofsspinnare. Inga underarter finns listade i Catalogue of Life.